# (12101) Trujillo
(12101) Trujillo ist ein Asteroid des Hauptgürtels, der am 1. Mai 1998 vom LONEOS-Projekt des Lowell-Observatoriums entdeckt wurde. Seine ursprüngliche Bezeichnung lautete 1998 JX2.

## Namensgebung
Er ist zu Ehren von Chadwick A. Trujillo (* 1973), einem Astronomen am Gemini-Observatorium, benannt. 